# Haplophryne mollis
 Haplophryne mollis — вид вудильникоподібних риб родини Linophrynidae.

## Поширення
Вид поширений у сутропічних та тропічних регіонах у всіх океанах на глибині до 2250 м.

## Опис
Самиці сягають до 8 см завдовжки, зрідка можуть доростати до 16 см. У самиці на лобі є люмінісцентний орган (видозмінений передній спинний плавець) для приваблювання здобичі. Голова велика, з численними гострими зубами у широкій пащі. Над очима та на щоках є візерунок з остистизх наростів. Спинний плавець знаходиться далеко позаду, не має шипів, але складається з трьох м'яких променів. Анальний плавець знаходиться навпроти спинного, також має три м'які промені. Хвіст округлий. Тіло бліде і напівпрозоре, мускулатура та частини скелета чітко проглядаються через шкіру. Самці набагато менші — лише приблизно 2 см завдовжки. У них відсутній остистий візерунок та менші плавці.

## Спосіб життя
Вид трапляється на значній глибині у товщі води. Живить дрібники рибками та безхребетними. Самці спочатку живуть вільно, але, знайшовши самицю, вони прикріплюються до неї зубами назавжди. Самці можуть приєднуватися до будь-якої частини тіла самиці. З часом самець зростає з самицею і їхні тканини з'єднуються, зокрема єдиною стає кровоносна система. У самців атрофуються мозок, зуби, очі, але значно збільшуються сім'яні залози. Таким чином паразитичний самець отримує поживні речовини від самиці, а самиця завжди має поруч самця для запліднення ікри, що є важливим у малозаселеній глибоководній частині океану. Тільки після злиття з самцем, самиця може розмножуватися. Лише 30 % самиць носять на собі паразитичних самців. Більшість самиць не можуть зустріти самця і залишатись у нерепродуктивному стані протягом усього життя. З іншого боку трапляється, що на одній самиці може жити 2-3 (5?) самців.